# Monte Altissimo (Lombardia)
Il Monte Altissimo è una montagna delle Prealpi Bergamasche alta 1703 m.

## Descrizione
Si eleva tra la bassa Val Camonica e la bassa Val di Scalve e costituisce la vetta più elevata del modesto gruppo montuoso compreso tra le due valli citate poc'anzi e l'altopiano di Borno, che lo divide dal ben più imponente Pizzo Camino.
Visto dalla bassa Val Camonica il suo versante meridionale appare roccioso e scosceso, pressoché privo di vegetazione: tra il letto del fiume Oglio e la cima vi è un dislivello di 1500 metri.
Completamente diverso il versante settentrionale, che si presenta in dolce declivio verso l'altopiano di Borno ed è ammantato di abeti (paghér in dialetto camuno, da cui deriva il toponimo Pagherola, località nelle vicinanze della vetta).
Il contrasto evidente tra i due versanti è dovuto alla disposizione degli strati rocciosi, inclinati in direzione nord, unita all'azione degli enormi ghiacciai che durante le varie glaciazioni scavarono il fondo della Valle Camonica e ne plasmarono i versanti.

Vistosi sono anche gli effetti della presenza dell'uomo: se i versanti meridionali sono pressoché disabitati e mantengono un aspetto selvaggio, il versante settentrionale e quello occidentale sono disseminati di malghe, cascine e piccole baite, molte delle quali tuttora abitate nella stagione estiva. Un grande impatto ha avuto, infine, la realizzazione delle piste di sci e degli impianti di risalita del comprensorio Borno Ski Area - Monte Altissimo.

## Alpinismo

### Itinerari di salita
Il Monte Altissimo, pur frequentato dagli appassionati di sci alpino grazie agli impianti di risalita e alle piste di discesa di Borno, che si trovano sul versante settentrionale della montagna, è di scarso interesse alpinistico, se si esclude il semplice escursionismo che è ampiamente praticabile grazie a una buona rete di sentieri.
Diversi sono infatti i percorsi segnalati che conducono dal fondovalle alla vetta, e la maggior parte di essi è di difficoltà escursionistica (E). I sentieri che partono da Gorzone, Erbanno o Mazzunno richiedono di affrontare dislivelli notevoli, superiori ai 1200 m in quanto si snodano sui dirupati versanti sud-est e sud-ovest. Al contrario, i sentieri che hanno inizio a Borno (912 m) oppure a Croce di Salven (1109 m) sono meno ripidi e generalmente più agevoli.
Il sentiero con segnavia 155 delle sezioni CAI di Val Camonica è la via più diretta dal versante meridionale. Inizia a Erbanno (243 m), frazione di Darfo Boario Terme, e con ripidi tornanti raggiunge l'eremo di San Valentino (663 m) da cui prosegue, sempre ripido, in direzione di un antico casolare, recentemente restaurato, a quota 1066 m. Dal casolare la mulattiera diviene un semplice sentiero, che prosegue la sua risalita sino a un valico (1391 m) che immette nella conca della malga Mine. Il sentiero, divenuto un'aerea traccia, prosegue invece verso sinistra tagliando a mezza costa i ripidi prati delle segable e aggirando lo sperone roccioso che costituisce la vetta del monte, alla quale si giunge senza altre difficoltà. Le guide assegnano a questo itinerario, che supera un dislivello di 1460 metri, un tempo di percorrenza di circa 4 ore e una difficoltà escursionistica (E).
Senza considerare le numerose diramazioni, due sono i percorsi segnalati che permettono di salire la montagna dal versante settentrionale. Il primo ha inizio a Borno, il secondo al passo di Croce di Salven. L'itinerario più breve è quello che inizia a Borno e che porta il segnavia numero 3 della sezione CAI di Borno. La prima parte del percorso è una strada forestale, in parte asfaltata, in parte a fondo naturale, percorribile anche in automobile (purché a trazione integrale, come prescritto da un cartello posto all'inizio della strada stessa). In località Dosso Plai (1307 m), ove terminano due seggiovie che partono da Borno (attive in inverno e per brevi periodi anche in estate), termina il tratto aperto al traffico veicolare. La strada però prosegue, alternando tratti in forte pendenza a tratti di falsopiano, seguendo la pista di sci detta Pià d'Avril (che, in base alle normative in vigore, non può essere risalita a piedi durante la stagione sciistica) e giungendo infine in vetta. In base alle indicazioni fornite dalla sezione CAI di Borno, l'itinerario (che supera un dislivello di circa 650 m) è percorribile in 2 ore e 40 minuti e ha difficoltà escursionistica (E).
La cima del monte era raggiungibile sino al 2005 mediante una cabinovia con partenza da Borno, poi smantellata e sostituita, nel suo tronco iniziale (da Borno al Dosso Plai) da una seggiovia quadriposto; da Dosso Plai alla vetta vi è un'altra seggiovia quadriposto, in funzione durante i periodi di apertura delle piste e, in estate, in contemporanea all'apertura del ristorante-rifugio posto poco sotto la cima.

### Scialpinismo
Un percorso sci-alpinistico è stato realizzato nel 2007 sfruttando, come via di salita, alcune mulattiere del versante bornese della montagna e segmenti degli itinerari escursionistici estivi. Il percorso, utilizzabile anche da escursionisti muniti di ciaspole in quanto la risalita delle piste da sci è vietata dalla legge, inizia presso la partenza della seggiovia del campo scuola sci delle Ogne (960 m) ed è vistosamente segnalato. Con un percorso che alterna mulattiere, strade forestali, terreno libero raggiunge la vetta del monte passando per la baita Mensi (1155 m), il Dosso Plai (1307 m), la Malga Guccione (1427 m).

## Galleria d'immagini

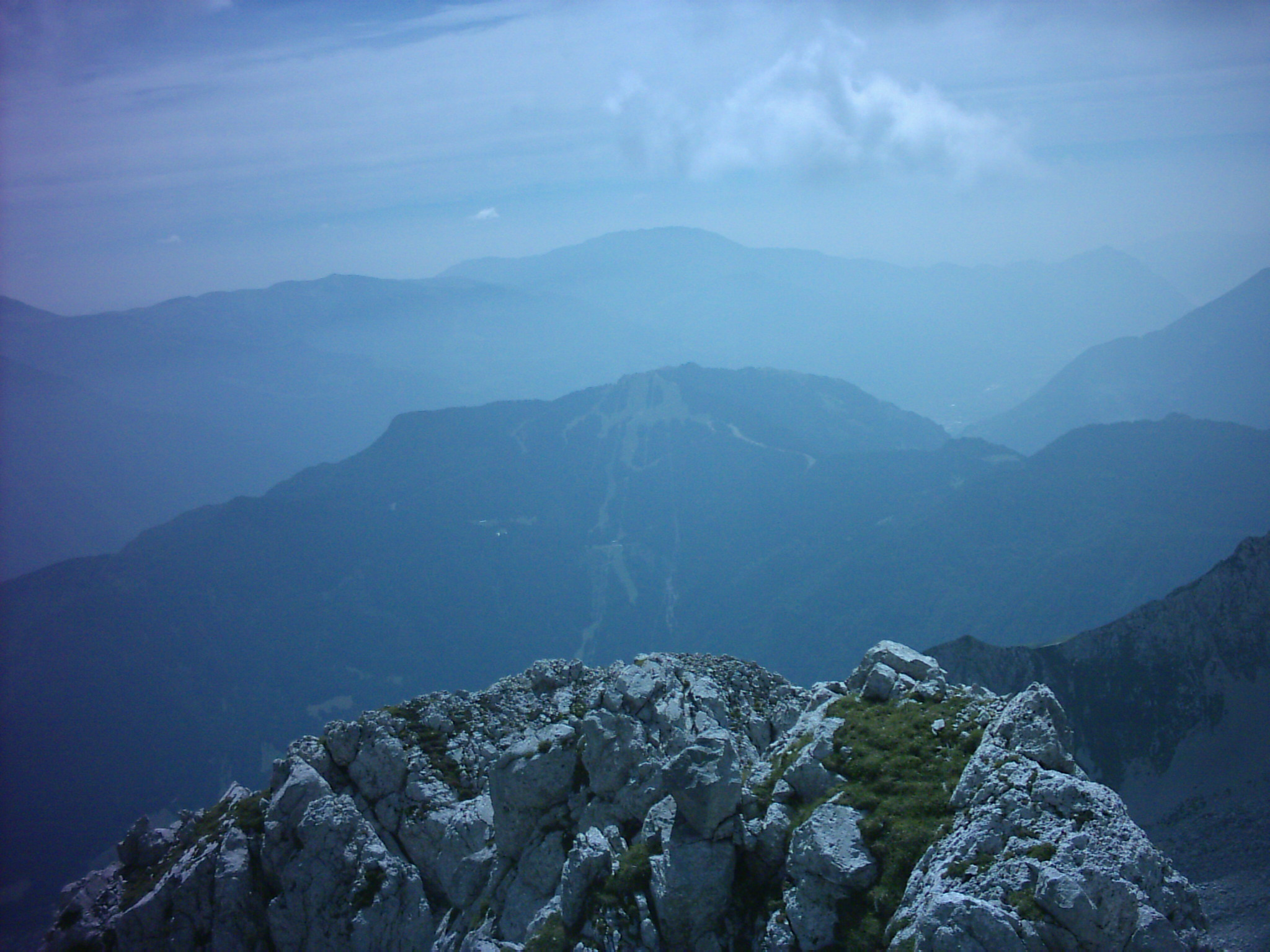
Il monte Altissimo visto dalla Cima Moren (2418 m) nel gruppo del Pizzo Camino.
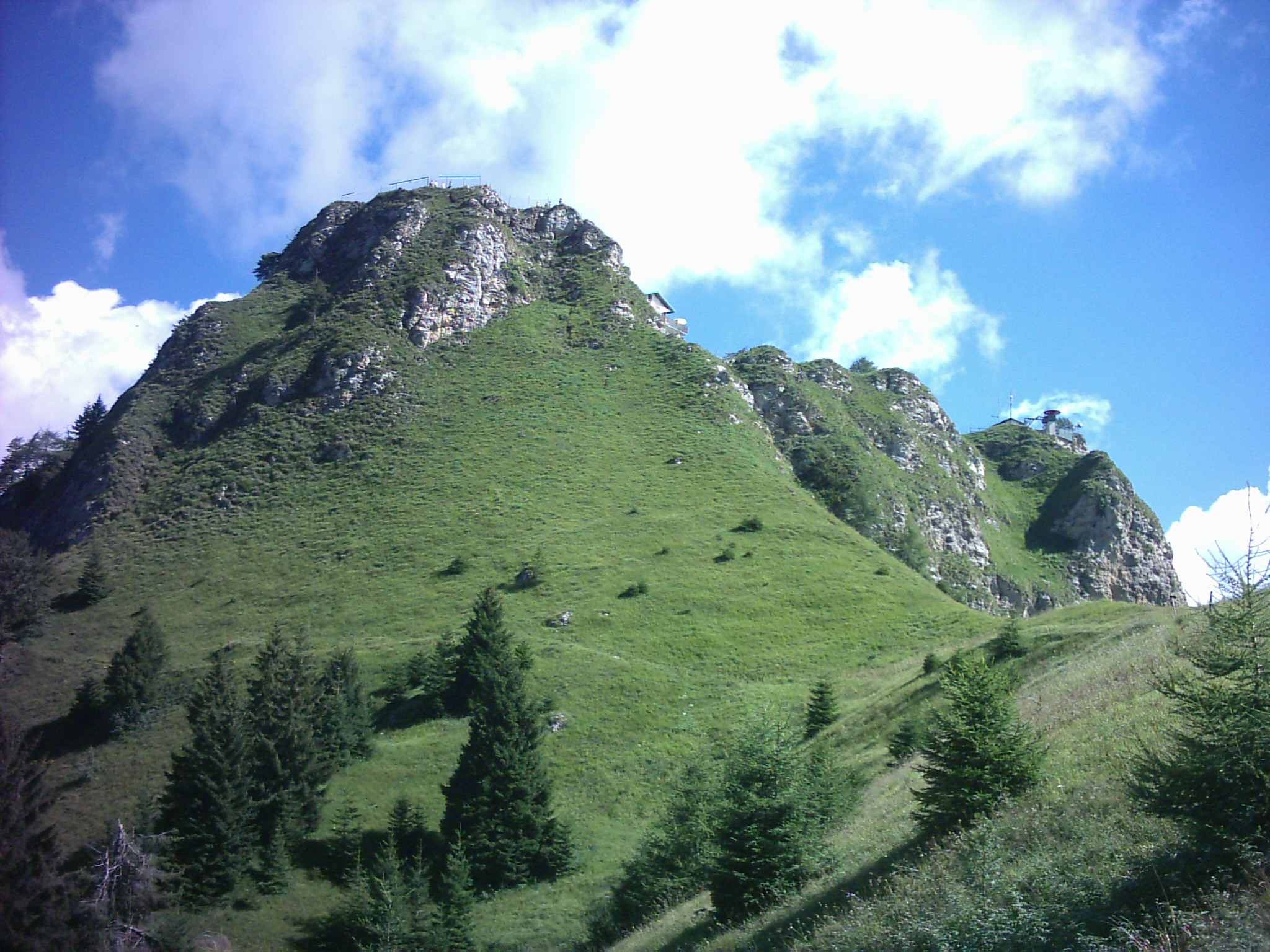
Immagine estiva della vetta del Monte Altissimo
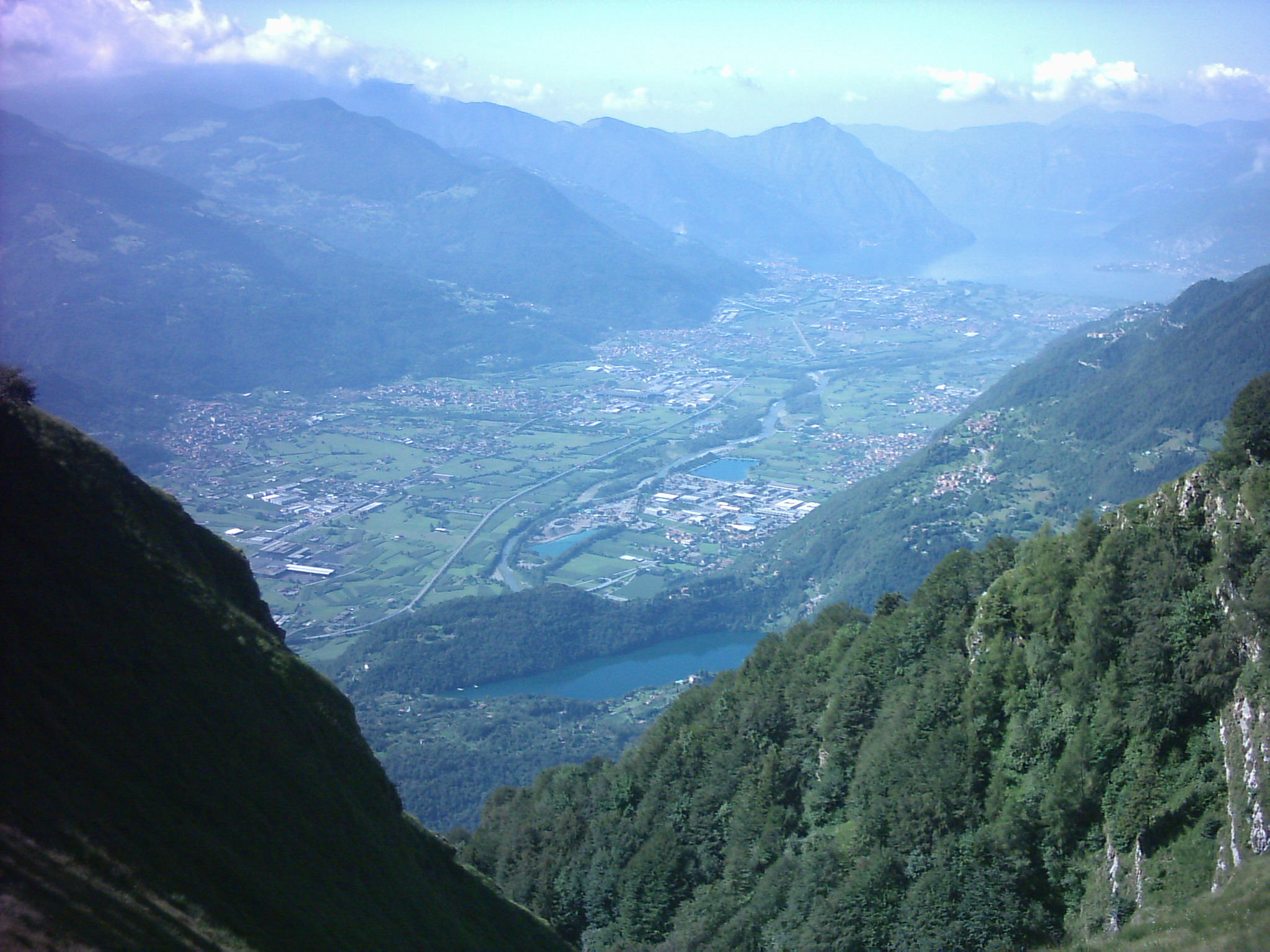
Panorama della bassa Val Camonica dalla vetta del monte. Si distinguono il Lago Moro e il Lago d'Iseo.